# Zelotes reimoseri
Zelotes reimoseri är en spindelart som beskrevs av Roewer 1928. Zelotes reimoseri ingår i släktet Zelotes och familjen plattbuksspindlar.
Artens utbredningsområde är Frankrike. Inga underarter finns listade i Catalogue of Life.